# Hawker Beechcraft
Хокер Бічкрафт Корпорейшн (англ. Hawker Beechcraft Corporation) — назва холдингу компаній Onex Corporation і Goldman Sachs, створеного для управління авіабудівними активами, придбаними у Raytheon, Beechcraft і Hawker. Угода вартістю $3.3 млрд була анонсована 21 грудня 2006.
Операція була завершена 26 березня 2007 року, і це стало датою народження підприємства Hawker Beechcraft Corporation. Штаб-квартира підприємства перебуває у Вічита, підрозділи компанії розташовані по всьому світу.

## Історія
Історія підприємства почалася 8 лютого 1980 року, коли Beech Aircraft Corporation стала підрозділом Raytheon Company. У серпні 1993 Raytheon Company придбала Raytheon Corporate Jets (колишнє British Aerospace Corporate Jets), виробника середньорозмірної серії літаків Hawker, у British Aerospace. У середині вересня 1994, Beech Aircraft Corporation («Beechcraft») і Raytheon Corporate Jets об'єдналися в Raytheon Aircraft.
Згодом авіабудівні активи для Raytheon виявилися збитковими, і Raytheon вирішила сконцентруватися на виробництві військової продукції.
Претендентами на купівлю авіабудівних активів були Carlyle Group, Cerberus Capital Management і Onex Corporation. В результаті 26 березня 2007 року підприємства були придбані GS Capital Partners, що належить Goldman Sachs, і Onex.
3 травня 2012 року компанія оголосила про банкрутство, подавши добровільні петиції відповідно до глави 11 до суду США з питань банкрутства. Банкрутство призвело до того, що компанія прийняла пропозицію про купівлю Superior Aviation Beijing. До 18 жовтня 2012 року переговори про продаж провалилися, і компанія вирішила припинити виробництво реактивних літаків і самостійно вийшла з банкрутства 19 лютого 2013 року під новою назвою Beechcraft Corporation.

## Заводи
- Честер
- Літл-Рок (Арканзас)
- Саліна (Канзас)
- Вічита (штаб-квартира)

## Продукція

### Цивільні літаки
- Hawker 400XP
- Hawker 850XP
- Hawker 1000
- Hawker 4000
- Bonanza G36
- Baron G58
- King Air C90GT
- King Air B90GTi
- King Air B200
- King Air 350
- 1900 Beechliner
- Premier IA

### Військові літаки
- T-1 Jayhawk
- T-6 Texan II
- CT-156 Harvard II
- T-34 Mentor
- C-6 Ute/U-21 Ute
- C-12 Huron